# Hidroxila
Em química, uma hidroxilaPB ou hidroxiloPE (também chamada de oxidrila) é um grupo funcional presente nas bases dos hidróxidos, representado pelo radical OH• e formado por um átomo de hidrogênio e um de oxigênio.
Obtidas geralmente através da dissociação de uma base, as hidroxílas também determinam o carater ácido-básico (pH) de uma solução, sendo que quanto maior  sua concentração, maior é o carater básico e menor o ácido.
Grupos inorgânicos que contém hidroxilas são denominados hidróxidos, e alguns exemplos: 
- Hidróxido de cálcio, Ca(OH)2;
- Hidróxido de sódio, NaOH;
- Hidróxido de amônio, NH4OH.

Substâncias orgânicas cujas moléculas contêm hidroxila:
- Álcoois;
- Fenóis.

## Hidroxila como uma base
Por definição de base de Arrhenius, numa substância na qual ocorre a diassociação de hidroxilas quando dissolvida em uma solução aquosa é base. Um exemplo é a amônia, NH3:
NH3(g) + H2O(l) ⇌ NH4+(aq) + OH−(aq)
((g), (l) e (aq) indicam, respectivamente, estado gasoso, líquido e aquoso.)
As bases, também, são classificadas em forte, moderadas, fracas, insolúveis e solúveis pela "facilidade" de liberarem hidroxilas em aquoso.
Sais que contém hidroxílas são chamados sais básicos. Esses sais ao se dissociarem liberam ions OH- tornando a solução básica.

## Aplicações
As hidroxílas estão envolvidas nos processos químicos mais comuns, e por isso, são muito utilizadas; para a fabricação de hidróxido de sódio usado nas indústrias, hidróxido de potássio na agricultura.

## Exemplo de Hidroxilas

### Hidróxido de Sal
{\displaystyle \ NaOH\rightarrow \ Na^{+}OH^{-}}

### Hidróxido de Lítio
{\displaystyle \ LiOH\rightarrow \ Li^{+}OH^{-}}

### Hidróxido de Potássio
{\displaystyle \ KOH\rightarrow \ K^{+}OH^{-}}